# Bozkov, Semily
Bozkov là một làng thuộc huyện Semily, vùng Liberecký, Cộng hòa Séc.